# Algemene Belangenorganisatie Suriname
De Algemene Belangenorganisatie Suriname (Abos) is een Surinaamse organisatie die de belangen verdedigt van slachtoffers van gronduitgiftebeleid.
Abos werd in 2005 opgericht. In 2013 waren er volgens voorzitter Martin Atencio duizend leden bij aangesloten. In oktober van dat jaar vestigde Abos zich in het pand van de Partij voor Democratie en Ontwikkeling (PDO) van Waldi Nain. De verhuizing was een poging van Atencio om de gronduitgifte via de politiek opgelost te krijgen. Hij kon het later echter niet eens worden over de koers van de PDO en stapte in mei 2014 uit het bestuur.
Het bleef stil rond Atencio, tot hij in april 2018 mee demonstreerde met The Next Generation Movement van Xaviera Jessurun. Hoewel het protest over de gezondheidszorg ging, maakten enkele bewoners van Leiding 20 er gebruik van om hun zorgen over hun woonzekerheid te uiten. Later dat jaar sloot Atencio zich aan bij de politieke partij STREI! van Maisha Neus. Tijdens de verkiezingen van 2020 was hij de partijkandidaat voor Commewijne.